# Herrarnas ringar i gymnastik vid olympiska sommarspelen 1972
Herrarnas ringar i gymnastik vid olympiska sommarspelen 1972 avgjordes den 27 augusti till 1 september i Olympiahalle, München.

## Medaljörer
| Gren             | Guld                   | Silver                        | Brons                  |
| Herrarnas ringar | Akinori Nakayama Japan | Michail Voronin Sovjetunionen | Mitsuo Tsukahara Japan |

## Resultat

### Final
| Placering | Gymnast                | C     | O     | Kval  | Final | Totalt |
| --------- | ---------------------- | ----- | ----- | ----- | ----- | ------ |
|           | Akinori Nakayama (JPN) | 9,700 | 9,700 | 9,700 | 9,650 | 19,350 |
|           | Michail Voronin (URS)  | 9,600 | 9,650 | 9,625 | 9,650 | 19,275 |
|           | Mitsuo Tsukahara (JPN) | 9,450 | 9,600 | 9,525 | 9,700 | 19,225 |
| 4         | Sawao Kato (JPN)       | 9,500 | 9,600 | 9,550 | 9,600 | 19,150 |
| 5         | Eizo Kenmotsu (JPN)    | 9,600 | 9,500 | 9,550 | 9,400 | 18,950 |
| 5         | Klaus Köste (GDR)      | 9,450 | 9,550 | 9,500 | 9,450 | 18,950 |